# Kongeriget Sussex
Kongeriget Sussex (fra angelsaksisk Suth Seaxe, "syd-sakserne") var et af de angelsaksiske kongeriger, der eksisterede i middelalderen i dagens England. Det var et af de syv kongeriger i Heptarkiet. Grænserne sammenfaldt stort set med grænserne for det traditionelle grevskab Sussex, det vil sige de moderne West Sussex og East Sussex. Store dele af området var dækket af Andredskoven.
Ifølge Den angelsaksiske krønike blev riget oprettet, efter at sakseren Ælla gik i land med en hær i 477 og gradvis underlagde sig indbyggerne. I 485 stod slaget ved Mercredesburne, og i 491 plyndrede Ælla og hans søn Cissa Anderida og dræbte alle indbyggerne. På et tidspunkt blev Ælla udråbt til konge over området. Årstallene er meget usikre, men også Beda mener, at det var Ælla, som var første konge af Sussex.
Efter dette er historien uklar frem til 607, da Ceolwulf af Wessex kæmpede mod syd-sakserne. I 681 søgte Wilfrid af York tilflugt i Sussex efter at være blevet forvist fra Northumbria af kong Ecgfrith. Han blev der indtil 686 og omvendte i løbet af de fem år mange af indbyggerne til kristendommen. Kong Aethelwalh havde allerede tidligere ladet sig døbe, og efter opfordring fra Wulfhere af Mercia gav han Wight til Wilfrid. Et bispesæde blev oprettet ved Selsey.
Kort tid efter dette blev Aethelwalh dræbt, og kongedømmet blev plyndret af den vest-saksiske prins Caedwalla, som var blevet forvist fra Wessex. To prinser fra Sussex, Berhtun og Andhun formåede at slå ham tilbage og overtog derefter styret i riget. Syd-sakserne angreb i 686 Hlothere af Kent, da de allierede sig med hans nevø Eadric. Ikke længe efter blev Berhtun dræbt, og Caedwalla, som nu var konge i Wessex, tog atter kontrol over Sussex.
Efter dette er der igen mangel på kilder. Der var flere konger samtidig, og i en periode var Sussex ifølge Beda underlagt Ine a Wessex. I 825 gav syd-sakserne kongeriget til Ecgberht af Wessex, og herefter var det en del af det vest-saksiske rige.
Jarldømmet Sussex blev senere til tider kombineret med jarledømmet Kent.

## Største byer
| Rang | By         | Indbyggertal (estimat 1086) |
| ---- | ---------- | --------------------------- |
| 1    | Chichester | 1.200–1.500                 |
| 2    | Lewes      | 1.200                       |
| 3    | Steyning   | 600                         |
| 4    | Pevensey   | 500                         |